# アンリ・アドリアン・タヌー
アンリ・アドリアン・タヌー（Antoine Auguste Adrien Henri Tanoux、1865年10月18日 - 1923年7月29日）はフランスの画家である。風俗画や「オリエンタリズム」の絵画を描いた。

## 略歴
マルセイユで生まれた。1878年からマルセイユの国立高等美術学校で学んだ後、1886年にパリ国立高等美術学校に入学した。パリでは、レオン・ボナの指導を受けた。
1886年のサロンに最初に出展し、その後も出展を続けた。1889年のパリ万国博覧会の展覧会に出展し佳作となった。
フランス芸術家協会の展覧会に出展し、金賞を受賞し、1905年に芸術家協会の会員に選ばれた。

風俗画やオリエンタリズムの作品を描いて、女性のヌードの作品の人気が高かった。

## 作品

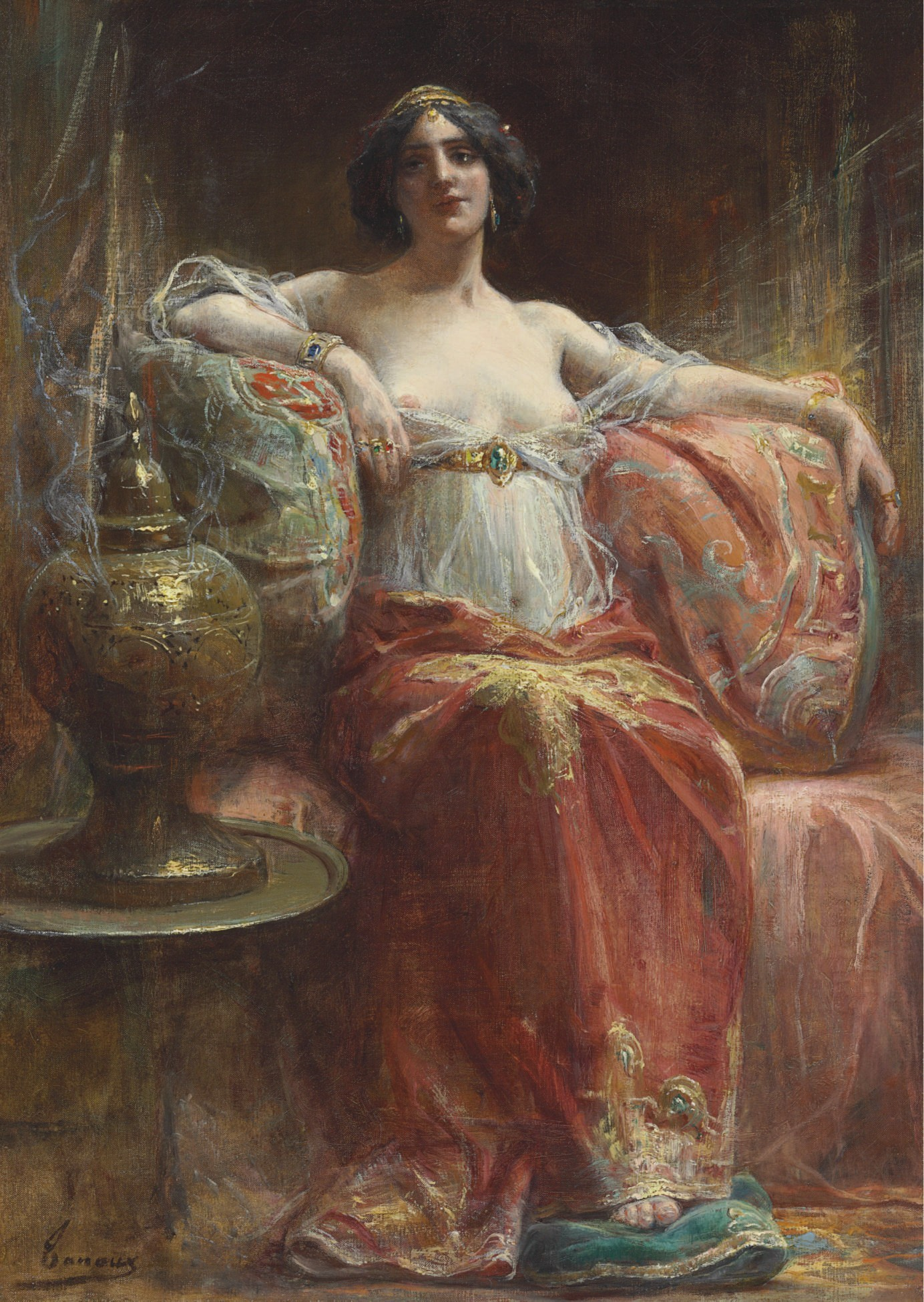
スルターンのお気に入り
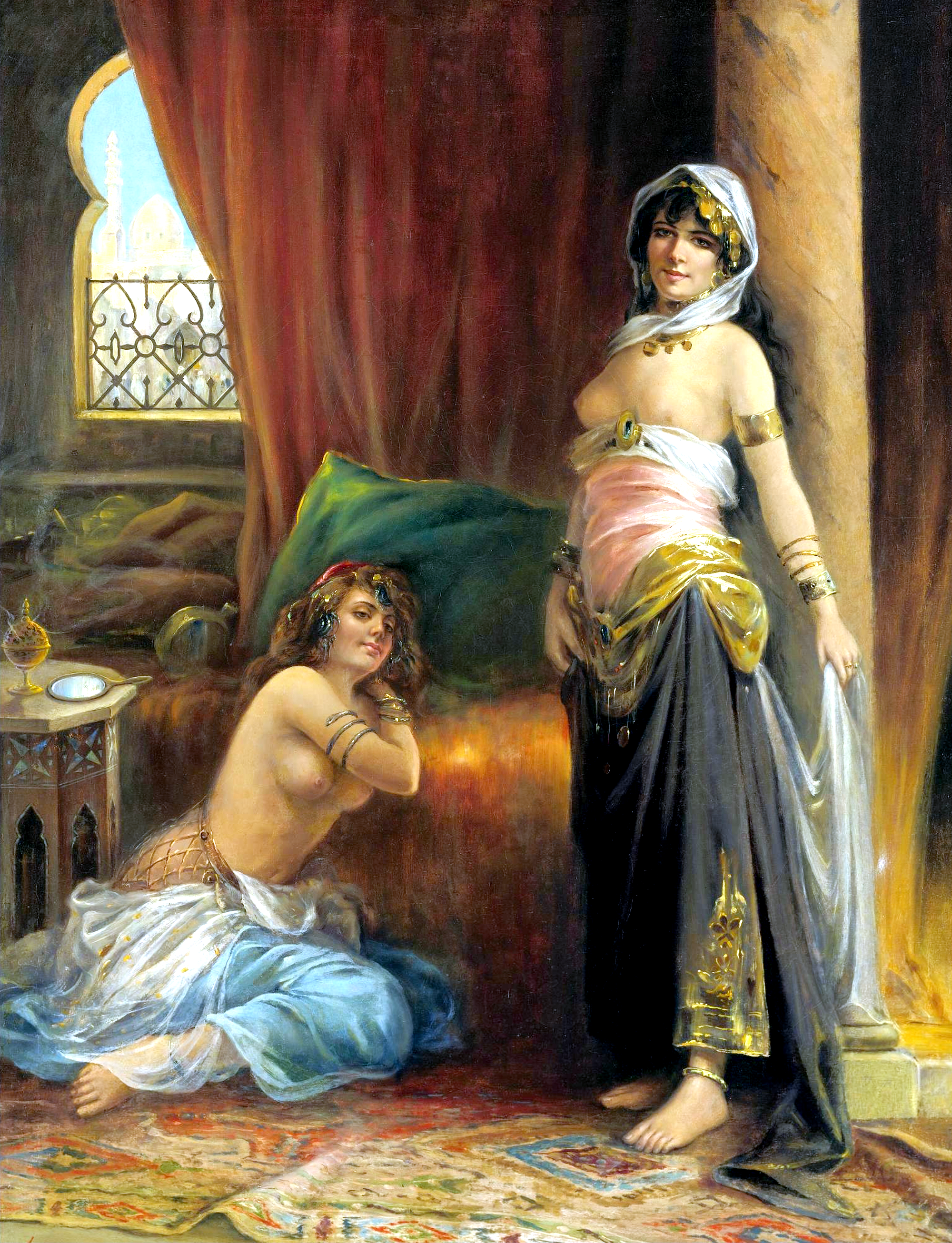
ハーレムの美女
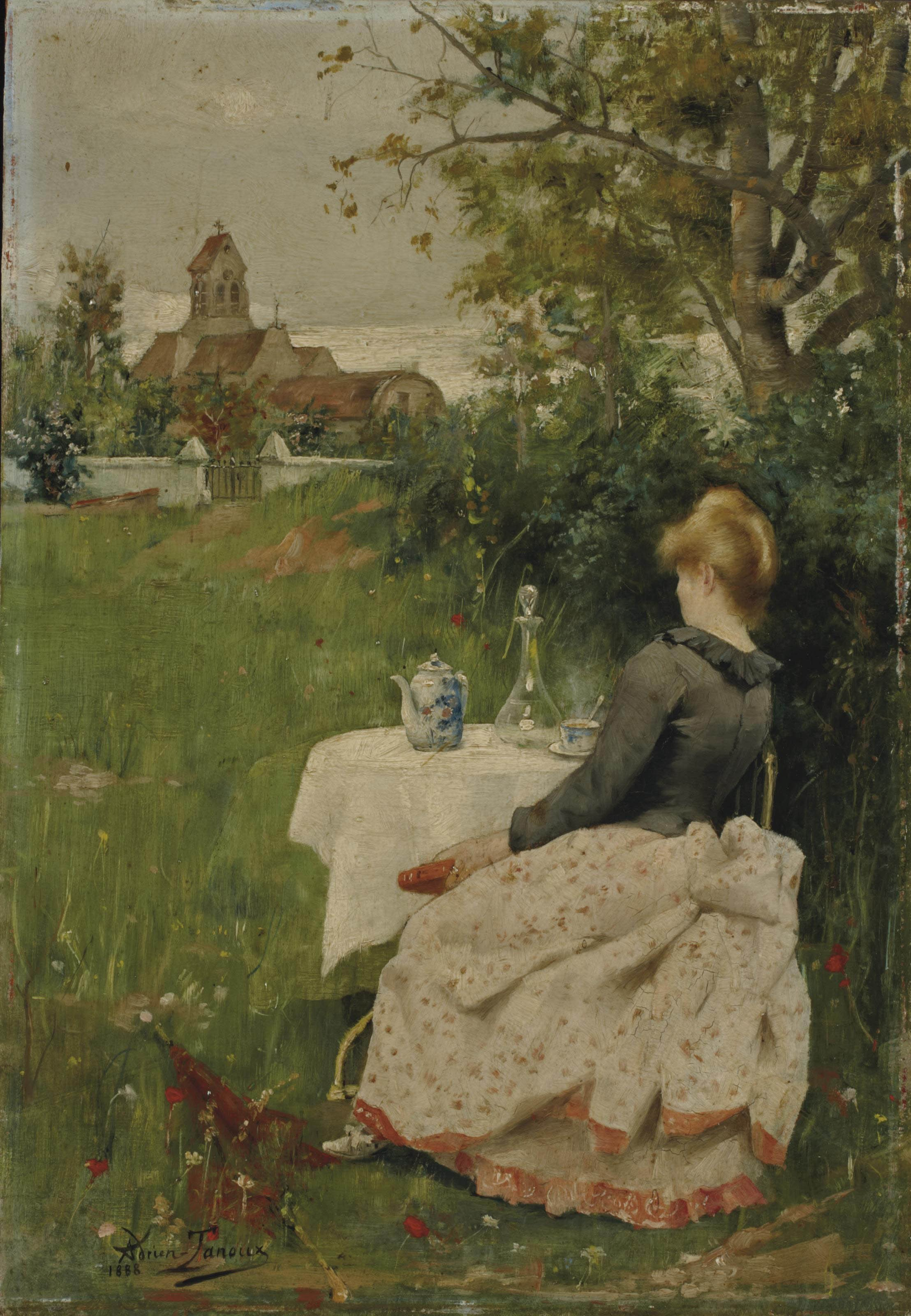
午後のコーヒー (1888)
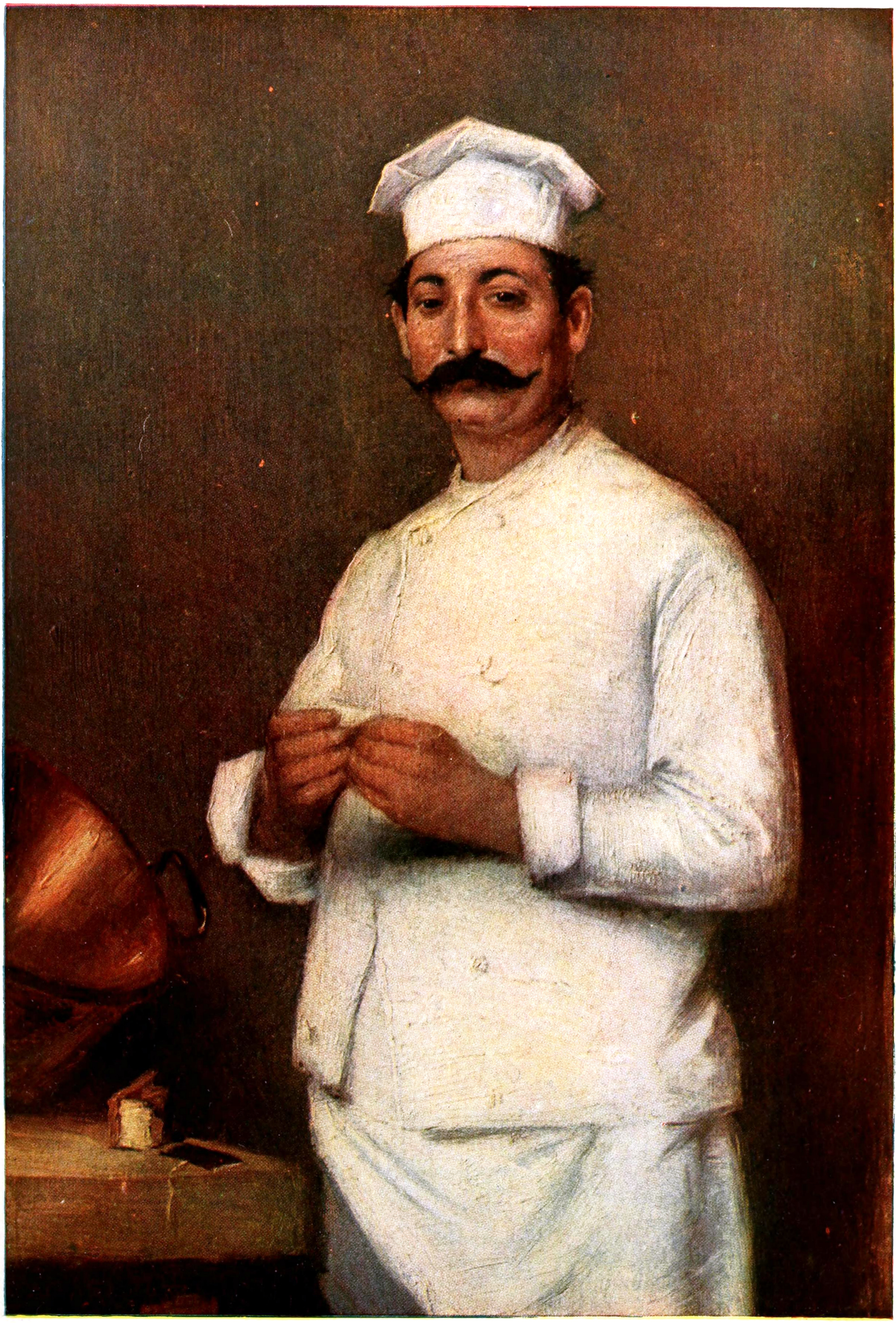
シェフ

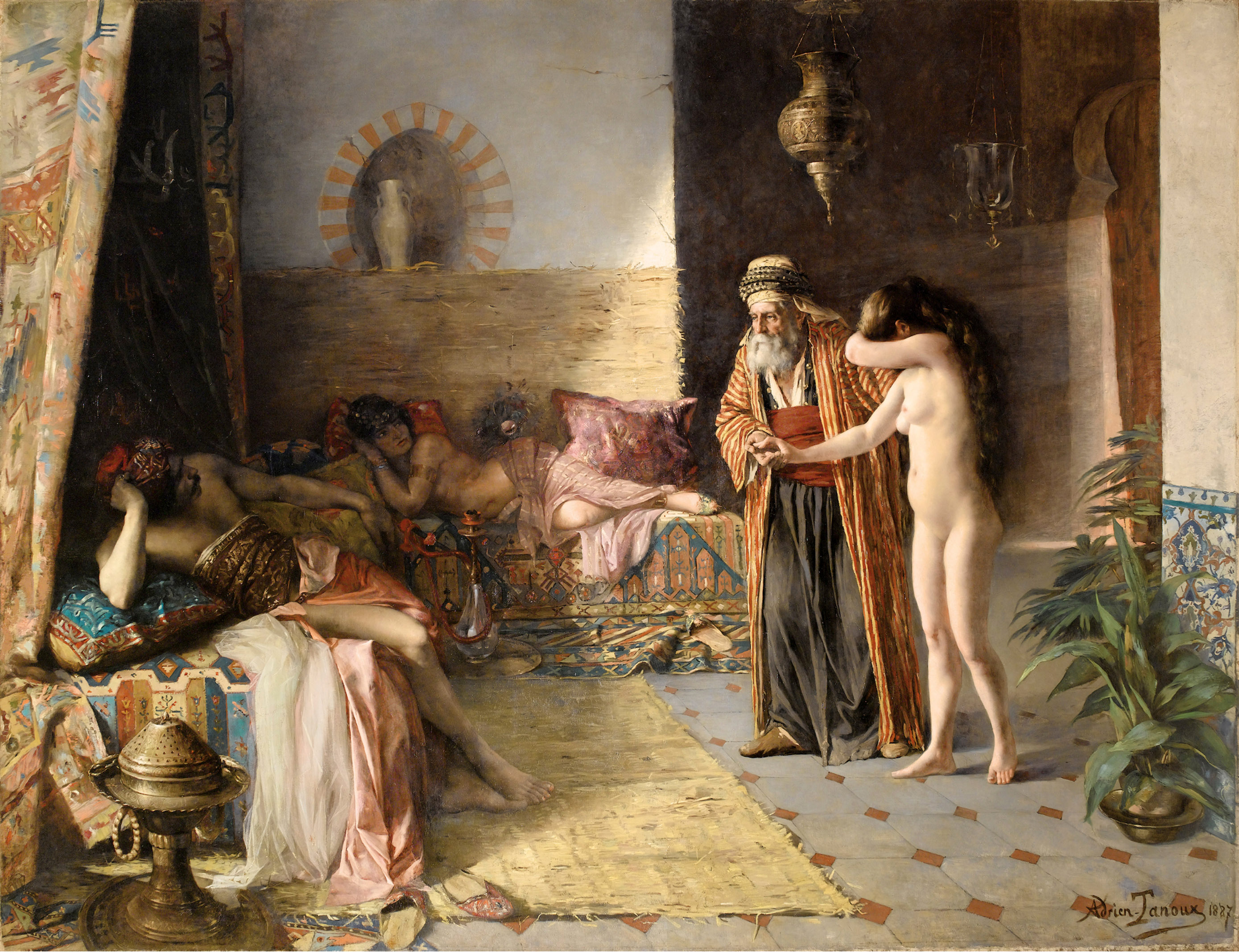
ナムーナ (1887)
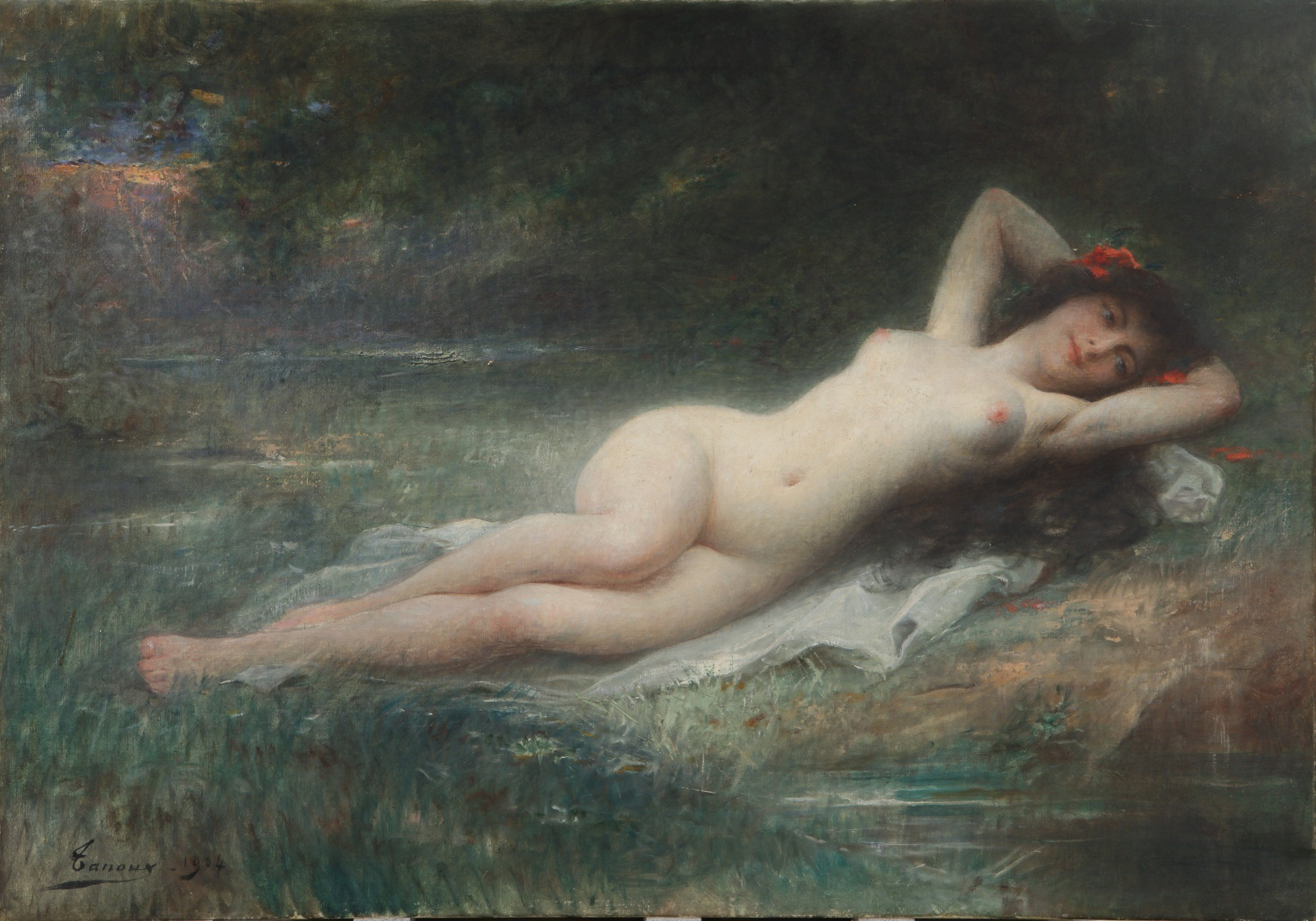
ヌード
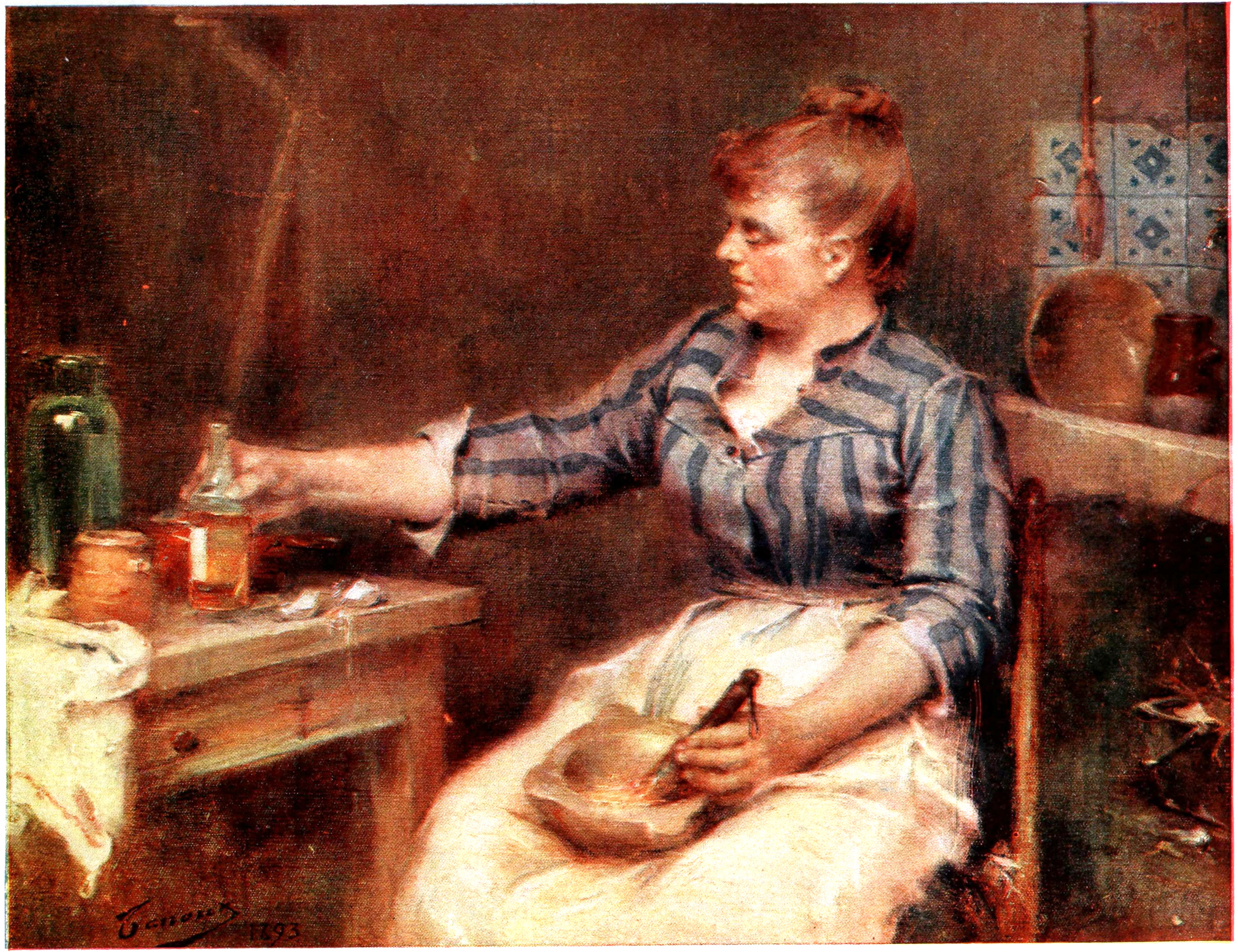
料理